# Гекон індо-тихоокеанський
Індо—тихоокеанський гекон (Hemidactylus garnotii) — гекон з роду напівпалих геконів з підродини Справжні гекони.

## Опис
Загальна довжина цього гекона сягає до 13 см, має довгий хвіст, тонкий тулуб та витягнуту голову, відносно великі очі помаранчеві з країв. Хвіст стиснутий з обох боків, із зубчиками. Колір шкіри коричневий з частими темними плямочками, черево має біло—сірий колір з жовтим відтінком, нижня частині хвоста помаранчева. На хвості є білі плями та кільця. У індо-тихоокеанських геконів хвіст крихкий та легко відкидається.

## Спосіб життя
Живе переважно на стінах, на деревах та в інших місцях з великою кількістю укриттів. Ховаються на телефонних стовпах, парканах. Це нічні тварини, які ховаються протягом дня, активними стають у сутінках. Харчується дрібними комахами, жуками і цвіркунами.
Це яйцекладні гекони. Самка відкладає 2 яйця, за сезон буває декілька кладок.

## Розповсюдження
Південно-Західна Азія, острови Індійського океану, Філіппіни, Нова Зеландія, Індонезія, о.Нова Каледонія, Західне Самоа, Полінезія. Людиною був завезений до США, особливо багато індо-тихоокеанських геконів у штаті Флорида.